# 柄翅果
柄翅果（学名：Burretiodendron esquirolii）为锦葵科柄翅果属的植物，为中国的特有植物。分布在中国大陆的云南、广西、贵州等地，常生长在石灰岩和砂岩山地的常绿林中，目前尚未由人工引种栽培。